# Epiphragma meridionalis
Epiphragma meridionalis är en tvåvingeart som beskrevs av Alexander 1928. Epiphragma meridionalis ingår i släktet Epiphragma och familjen småharkrankar. Inga underarter finns listade i Catalogue of Life.